# خرديل
خِرْدِيل (الاسم العلمي: Chordeiles) جنس طير رامس من العالم الجديد في فصيلة السبديات. يمتد موطن أنواعه المعروفة من أمريكة الشمالية إلى الجنوبية. تألف الأحراج وضفاف مجاري الأنهار والحقول المزروعة. تسرح من العصر إلى ظلمة الليل ومن الفجر إلى العميق إلى انبلاج النور. أجسامها متوسطة القد تطول من ٢٠ إلى ٢٤ سم. رؤوسها مستعرضة أعناقها قصيرة. أجنحتها وأذنابها مستطيلة. مناقيدها مخروطية مستعرضة الأشداق الرحبة، مدببة الأطراف الذربة. أثوابها تختلف مع الأنواع. قوتها الحشرات المختلفة الفصائل والرتب. يحتوي على الأنواع التالية: 
| صورة | الاسم العلمي           | الاسم         | النطاق |
| ---- | ---------------------- | ------------- | --- |
|      | Chordeiles pusillus    | خرديل صغير    | شمال أمريكا الجنوبية |
|      | Chordeiles rupestris   | خرديل رملي    | بوليفيا والبرازيل وكولومبيا والإكوادور وبيرو وفنزويلا                                                                                   |
|      | Chordeiles minor       | خرديل مبذول   | شمال أمريكا الشمالية. |
|      | Chordeiles acutipennis | خرديل أصغر    | الولايات المتحدة عبر أمريكا الجنوبية |
|      | Chordeiles gundlachii  | خرديل الأنتيل | جزر الأنتيل الكبرى وجزر الباهاما وفلوريدا كيز في الولايات المتحدة.                                                                      |
|      | Chordeiles nacunda     | خرديل نقندة   | الأرجنتين، بوليفيا، البرازيل، كولومبيا، الإكوادور، غيانا الفرنسية، غيانا، باراغواي، بيرو، سورينام، ترينيداد وتوباغو، أوروغواي، وفنزويلا |

اشتق اسم الجنس Chordeiles من اليونانية القديمة khoreia، وهي رقصة مع الموسيقى، و Deile، «المساء».